# (5566) 1991 VY3
1991 في واي 3 (ويعرف أيضًا باسم (5566) 1991 في واي 3 وفق تسمية الكوكب الصغير) (بالإنجليزية: 1991 VY3)‏ هو كويكب ضمن حزام الكويكبات؛ وترتيبه 5566 من حيث الاكتشاف.
اكتُشف هذا الجُرم الفلكي بواسطة هيروشي كانيدا في 11 نوفمبر 1991.

## وصلات خارجية
- (5566) 1991 VY3 في قاعدة بيانات مختبر الدفع النفاث لأجرام النظام الشمسي الصغيرة

- الاكتشاف · مخطط المدار ·  العناصر المدارية · المعلمات المادية

- (5566) 1991 VY3 على موقع ويكي سكاي: DSS2, SDSS, GALEX, IRAS, Hydrogen α, X-Ray, Astrophoto, Sky Map, Articles and images